# Филоново (Кемеровская область)
Фило́ново — деревня в Юргинском районе Кемеровской области России. Входит в состав Проскоковского сельского поселения.

## География
Деревня находится в северо-западной части области, на правом берегу реки Лебяжья, на расстоянии примерно 15 км (по прямой) к северо-северо-западу (NNW) от районного центра города Юрга. Абсолютная высота — 120 м над уровнем моря.
Часовой пояс
Деревня Филоново, как и вся Кемеровская область, находится в часовой зоне МСК+4. Смещение применяемого времени относительно UTC составляет +7:00.

## История
Основано в 1520 году. В «Списке населенных мест Российской империи» 1868 года издания населённый пункт упомянут как заводская деревня Филонова Томского округа (2-го участка) при речке Лебяжья, расположенная в 68 верстах от окружного центра Томска. В деревне имелось 24 двора и проживало 135 человек (65 мужчин и 70 женщин).
В 1911 году в деревне, входившей в состав Тутальской волости Томского уезда, имелось 69 дворов и проживало 327 человек (162 мужчины и 165 женщин). Имелись водяная мельница и мелочная лавка. По данным 1926 года имелось 98 хозяйств и проживало 510 человек (в основном — русские). Функционировала школа I ступени. В административном отношении деревня входила в состав Елгинского сельсовета Юргинского района Томского округа Сибирского края.

## Население
| 2010 |
| ---- |
| 179  |

Половой состав
По данным Всероссийской переписи населения 2010 года, в гендерной структуре населения мужчины составляли 45,8 %, женщины — соответственно 54,2 %.
Национальный состав
Согласно результатам переписи 2002 года, в национальной структуре населения русские составляли 96 % из 170 чел.

## Улицы
- ул. Зелёная,
- ул. Набережная,
- ул. Центральная[8].